# Нанак
Сри Гуру Нанак Дев Ји (пенџабски: ਸ੍ਰੀ ਗੁਰੂ ਨਾਨਕ ਦੇਵ ਜੀ) (20. октобар 1469 — 7. мај 1539) је индијски мислилац, оснивач сикизма и први од Десет гуруа Сика.
Поред Сика, поштују га и хиндуисти Пенџаба и Синди хиндуисти широм индијског потконтинента. Прва порука коју је упутио била је „посвећеност мисли и изврсност понашања су прва обавеза“.